# And1
And1 oder And One (englisch für und eins) ist ein Fachausdruck beim Basketball.
Im Fach-Jargon wird And One nach einem Foul während eines erfolgreichen Korbwurfs benutzt. Der gefoulte Spieler bekommt einen Freiwurf zugesprochen wenn die Bewegung zum Korb bereits erfolgte als der Spieler vom Gegenspieler gefoult wurde. Wird ein And1 gepfiffen, zählt der Korb, und der gefoulte Spieler bekommt einen zusätzlichen Freiwurf. Falls der gegnerische Spieler den offensiven Spieler vor der Wurfbewegung foult, zählt dieses nicht als And1, sondern als normales oder unsportliches Foul.